# Nádasdy Lipót

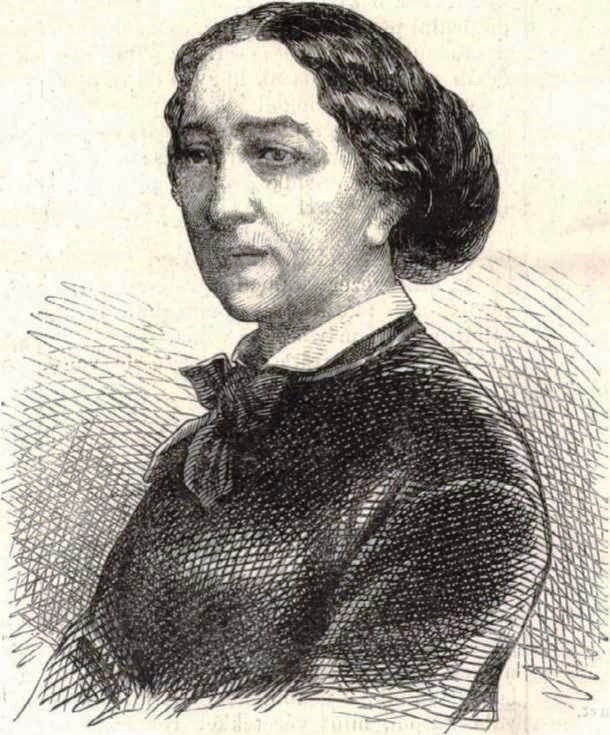
Nádasdy Lipótné, Forray Julia portréja a Vasárnapi Ujság 1864. 3. számából

Nádasdi és fogarasföldi gróf Nádasdy Lipót (Bécs, 1802. július 8. – Budapest, 1873. július 18.) valóságos belső titkos tanácsos, Komárom vármegyei főispán.

## Élete
Az ősrégi gróf nádasdi és fogarasföldi Nádasdy család sarja. Atyja, gróf Nádasdy Mihály (1746-1826), Komárom vármegye főispánja, főajtónálló, anyja, gróf Terezia von Colloredo-Waldsee (1751-1831) volt. Iskoláit Budán és Pozsonyban végezte; 1822-ben Vas vármegye aljegyzőjévé választatott. 1825-ben a kőszegi királyi tábla tiszteletbeli bírájává neveztetett ki, mely minőségben Győr szabad királyi városa közigazgatási ügyeinek rendezésére királyi biztosul küldetett ki. 1832-ben a magyar királyi tábla bírája, majd 1839-ben hétszemélynök lett. Eközben 1833-tól Komárom vármegye főispáni helyettese is volt. 1837. szeptember 18-án Komárom vármegye főispáni méltóságába iktatta be Nádasdy Ferenc gróf váci püspök, mint kiküldött királyi biztos. Nejének, Forray Julia grófnőnek (akivel 1835. május 17-én kelt egybe) eszméje volt a javító dologház, mely a főúri pár tetemes áldozatával a megyeház udvarán létesült is. Midőn 1840-ben a magyar irodalom pezsdülni kezdett, Nádasdy és neje megnyitották termeiket az írók és művészek előtt és az irodalmat is pártfogolták. 1828-ban császári és királyi kamarássá, 1846-ban pedig valóságos belső titkos tanácsossá nevezte ki a király. 1846-ban az adminisztrátori rendszer behozatalakor inkább lemondott hétszemélynöki hivataláról, csakhogy főispáni méltóságát megtarthassa. 1848-ban híve maradt a nemzeti ügynek, amiért Theresienstadtban börtönt és nagy összegű pénzbírságot szenvedett. Ezután visszavonultan élt. 1860-ban, az alkotmányos korszak újraébredésekor, ismét elfoglalta főispáni székét; az alkotmány teljes visszaállításakor pedig tevékeny részt vett a politikai mozgalmakban. A pesti lelencház alapjához is nagy összeggel járult. Az I. osztályú vaskoronarend tulajdonosa is volt.
Arcképei: kőnyomat, rajz. Marastoni, nyomt. Reiffenstein és Rösch Bécsben 1867. (a Hajnal-Albumban); Barabás rajza, nyomt. Mollak testv. Pesten (a Vereby Soma Honpolgárok Könyvében III. 1868.)

## Munkái
- Tek. Komárom vármegyének polgár innepje, midőn 1833. eszt. Szent-György hava 10. … Komárom vármegye főispányi helytartója… Komárom városában helytartói kormányát általvette. Komárom, 1833. (Öt beszéde a többiek beszédeivel együtt).
- Beszéde, melyet főispányi székébe lett beiktatásakor 1837. szept. 18. mondott. Rév-Komárom, 1837. (A többi üdvözlők beszédeivel együtt.).